# Ley Clayton Antitrust
La Ley Clayton Antitrust (en inglés: Clayton Antitrust Law, también conocida como Clayton Act) fue una ley federal aprobada en Estados Unidos en 1914, para remediar las deficiencias en la ley antimonopolios Sherman Antitrust de 1890, la primera ley federal en contra de prácticas empresariales que perjudicaran a los consumidores (monopolios y pactos colusorios en contra de la competencia). 
Aprobada durante el gobierno de Woodrow Wilson, la legislación fue introducida por el representante demócrata de Alabama Henry De Lamar Clayton Jr.